# Comune di Marijampolė
Il comune di Marijampolė è uno dei 60 comuni della Lituania, situata nella regione della Sudovia.